# روكيوستيرون جراس
روكيستيرون جراس (بالفرنسية: Roquestéron-Grasse)‏ هي بلدية فرنسية تقع في إقليم الألب البحرية من منطقة بروفنس ألب كوت دازور في جنوب شرق فرنسا. تبلغ مساحة هذه المدينة 23.98 (كم²)، وترتفع عن سطح البحر 340 م، يبلغ عدد سكانها 68 نسمة حسب إحصاء المعهد الوطني للإحصاء والدراسات الاقتصادية سنة 2009 م. وترأس Joseph Valette البلدية خلال فترة (2008-2014).

## وصلات خارجية
- صفحة البلدية على موقع المعهد الوطني للإحصاء والدراسات الاقتصادية